# Hôpital de zone d’Allada
 (décembre 2021).
l'Hôpital de zone d’Allada, est un hôpital situé dans la commune d'Allada au Bénin construit en août 2018 grâce à la coopération bénino-japonaise d'un montant de 10 milliards de Francs CFA pour desservir Allada, Zè et Toffo.

## Historique
Le mardi 16 août 2016, la construction de cet hôpital est lancée en présence de certains ministres du gouvernement. Le vendredi 24 août 2018  et mis en service.
Le 11 avril 2020, le gouvernement du Bénin transforme  l'hôpital en centre de traitement et de prise en charge  du Covid-19 au Bénin.

## Localisation
L'hôpital de zone d'Allada dans la zone sanitaire Allada - Zê  est situé entre Abomey et Abomey-Calavi dans le département de l'Atlantique.

## Infrastructures
L'hôpital de zone d’Allada est construit sur une superficie de 5 hectares et équipé de 65 lits d’hospitalisation et de différents services dont les urgences, les services de consultations et de soins spécialisés, la maternité, la gynécologie, deux blocs opératoires, ainsi que des unités de kinésithérapie, de maintenance.
Le 12 août 2018, dans le cadre du renforcement de la qualité des soins dispensés au profit des populations dans les hôpitaux et formations sanitaires du Bénin, le gouvernement fourni du matériel sanitaire moderne et réalise la construction d'infrastructures sanitaires telles l'extension et l'équipement de l'hôpital de zone d'Allada/Toffo/Ze dans le cadre de sa transformation en centre hospitalier universitaire avec l'ouverture des services de réanimation et de traumatologie.